# Mao (astronomie chinoise)
Pour les articles homonymes, voir Mao.
Mao (chinois : 昴宿, pinyin : mǎo xiù) est une loge lunaire de l'astronomie chinoise. Son étoile référente (c'est-à-dire celle qui délimite la frontière occidentale de la loge) est 17 Tauri (Électre). La loge occupe une largeur approximative de 11 degrés. L'astérisme associé à la loge contient, outre cette étoile, six autres étoiles. En astrologie chinoise, cette loge est associée au groupe du tigre blanc de l'ouest.

## Source
- (en) Francis Richard Stephenson et David A. Green, Historical supernovae and their remnants, Oxford, Oxford University Press, 2002, 252 p. (ISBN 0198507666), page 18.